# Rafael Pereira da Silva
Rafael Pereira da Silva (nascut a Petrópolis, Brasil, el 9 de juliol del 1990), més conegut simplement com a Rafael o Rafael da Silva, és un futbolista professional brasiler que actualment juga de lateral o mig-ofensiu dret a l'Olympique de Lió de la Ligue 1 francesa.